# El Triunfo (Honduras)
El Triunfo – gmina (municipio) w południowym Hondurasie, w departamencie Choluteca. W 2010 roku zamieszkana była przez ok. 46,6 tys. mieszkańców. Siedzibą administracyjną jest miasteczko El Triunfo.

## Położenie
Gmina położona jest w południowo-wschodniej części departamentu. Graniczy z Nikaraguą od wschodu i południa oraz z 4 gminami:
- El Corpus od północnego zachodu,
- Concepción de María od północy,
- Namasigue od zachodu,
- Choluteca od południowego zachodu.

## Miejscowości
Według Narodowego Instytutu Statystycznego Hondurasu na terenie gminy położone były następujące miasteczka i wsie:
- El Triunfo
- Azacualpa
- El Cedrito
- El Perico
- La Calera
- Las Haciendas
- Nance Dulce
- Río Grande
- San Juan
- Santa María
- Santa Teresa

## Demografia
Według danych honduraskiego Narodowego Instytutu Statystycznego na rok 2010 struktura wiekowa i płciowa ludności w gminie przedstawiała się następująco:
| Wiek       | 0–3   | 4–6   | 7–12  | 13–17 | 18–24 | 25–64  | 65+   | razem  |
| El Triunfo | 5 556 | 4 062 | 7 700 | 5 687 | 5 983 | 15 434 | 2 183 | 46 605 |
| Mężczyźni  | 2 799 | 2 039 | 3 901 | 2 895 | 3 011 | 7 447  | 1 009 | 23 101 |
| Kobiety    | 2 756 | 2 023 | 3 799 | 2 792 | 2 973 | 7 987  | 1 173 | 23 504 |